# 柳鴻烈
柳 鴻烈（リュ・ホンヨル、朝鮮語: 류홍열、1907年2月2日 - 1966年）は、大韓民国の政治家。制憲韓国国会議員。
ユ・ホンニョル（漢字同、유홍렬）、ユ・ホンヨル（漢字同、유홍열）など、他にもいくつか表記がある。

## 経歴
現在の大韓民国忠清北道堤川市出身。水原公立普通学校（現・水原初等学校）、京城第一高等普通学校（現・ 京畿高等学校）卒。堤川郡財務勤務を経て、清風金融組合、注文津金融組合、文幕金融組合で書記を務めた。解放後は清風面長を務めた。1948年の初代総選挙には無所属で堤川選挙区から出馬して当選し、国会議員を1期務めた。1950年の第2代総選挙では大韓国民党所属で立候補したが、次点で落選した。晩年はソウル特別市に住んでおり、1966年に死去した。